# Cửa cắt khía

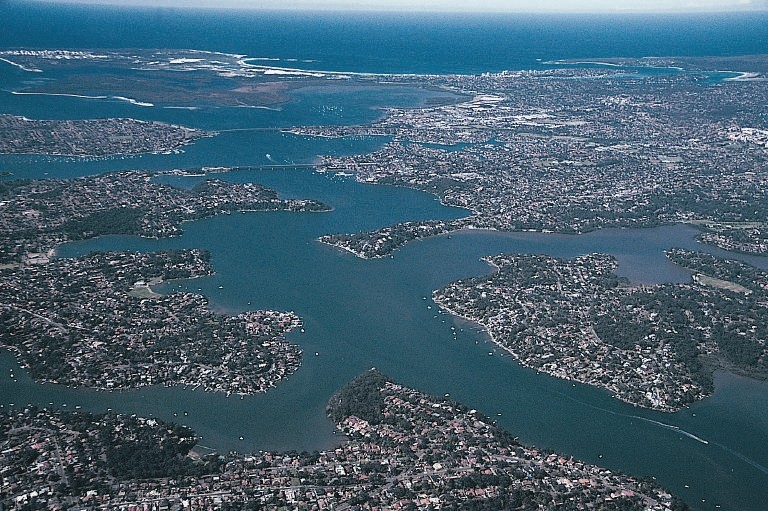
Cảng Sydney là một phần nhỏ của Cảng Jackson nằm tại thành phố Sydney (Úc) là một cửa cắt khía (hay thung lũng sông chìm). Hình dạng cành cây của cửa cắt khía chính là dấu ấn của mạng sông suối dạng cành cây từng tồn tại tại đây trước khi mực nước biển dâng lên làm ngập thung lũng.

Cửa cắt khía là một loại vịnh hẹp ven biển, hình thành do sự chìm ngập một phần của một thung lũng sông mở. Dù cũng có những cửa cắt khía có dạng thẳng và không phân nhánh nhưng nhìn chung thì loại địa hình này thường có dạng hình cây, và đây là dấu ấn của mạng sông suối dạng cành cây ở thung lũng sông ngập lụt khi trước. Các thung lũng sông chìm dọc dải bờ biển và tạo nên các cửa cắt khía, khiến đường bờ biển có hình dạng hết sức lồi lõm và không đều. Thường thì có các hòn đảo tại đây, và các đảo này chính là đỉnh của các ngọn đồi mà nay đã chìm xuống một phần.
Bờ cắt khía là loại đường bờ biển với các cửa cắt khía song song nhau, lấn sâu vào đất liền và bị ngăn cách nhau bởi những gờ cao. Nguyên do của sự thay đổi mực biển khiến thung lũng sông chìm xuống có thể là bởi mực nước biển dâng hoặc là do đẳng tĩnh. Kết quả của hiện tượng này là sự hình thành một cửa sông rất lớn ở cửa một con sông khá nhỏ (hoặc là ở một địa điểm nào đó mà cửa cắt khía sẽ nhanh chóng bị trầm tích bồi lấp). Cửa sông Kingsbridge ở Devon thuộc nước Anh là một ví dụ về một cửa cắt khía dưới dạng một cửa sông có kích cỡ hoàn toàn vượt trội so với các kích cỡ của các dòng chảy cung cấp nước cho cửa cắt khía; trong số này, không có một con sông nào đáng kể mà chúng chỉ là những dòng suối nhỏ.

## Các ví dụ
Châu Âu
- Bồ Đào Nha: Ria de Aveiro ở Aveiro; Ria Formosa ở đông Algarve.
- Wales: Milford Haven ở Pembrokeshire
- Anh: ở vùng bờ biển miền nam nước Anh có một đường bờ chìm; nơi này có rất nhiều cửa cắt khía, bao gồm cảng Portsmouth, cảng Langstone, cảng Chichester, cảng Pagham, Southampton Water, cảng Poole, các cửa sông thuộc sông Exe, sông Teign và sông Dart, cửa sông Kingsbridge và Plymouth Sound thuộc Devon, cũng như các cửa sông Fowey và sông Fal thuộc Cornwall.
- Ireland: Lough Swilly ở đầu bắc Ireland
- Brittany: các cửa cắt khía ở phía bắc Brittany được gọi là các Aber; Aber Wrac'h (48°35′59″B 4°32′58″T / 48,599807°B 4,549376°T), Aber Benoît (48°33′46″B 4°34′48″T / 48,562747°B 4,579905°T), Aber Ildut (48°28′22″B 4°44′59″T / 48,472649°B 4,749602°T).
- Croatia: Lim
- Montenegro: vịnh Kotor

- Tây Ban Nha

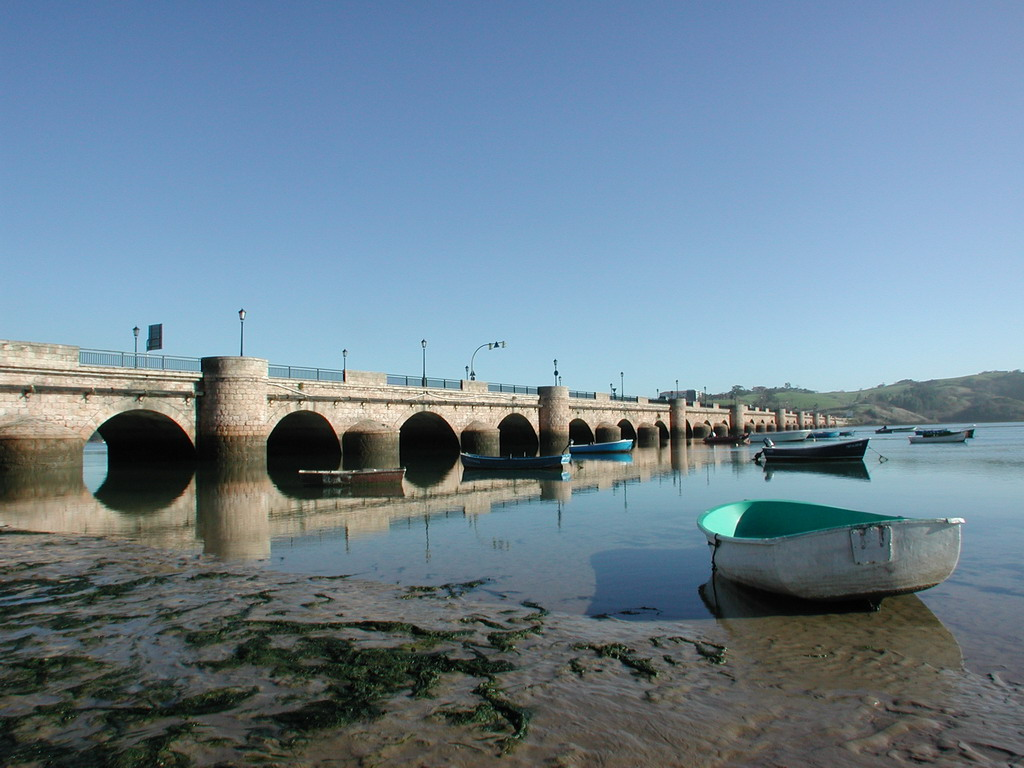
Cầu Maza băng qua cửa cắt khía San Vicente de la Barquera ở Cantabria, Tây Ban Nha

- Andalusia: cửa cắt khía Carreras và cửa cắt khía Huelva ở cửa sông Odiel và sông Tinto.
- Asturias: cửa cắt khía Avilés, cửa cắt khía Ribadeo, cửa cắt khía Navia, cửa cắt khía Villaviciosa, Asturias, cửa cắt khía Ribadesella, cửa cắt khía Llanes, cửa cắt khía Tina Mayor.
- Xứ Basque: cửa cắt khía Bilbao, cửa sông Nervión, Ibaizabal và Cadagua.
- Cantabria: cửa cắt khía Tina Mayor, cửa cắt khía Tina Menor, cửa cắt khía San Vicente de la Barquera, cửa cắt khía la Rabia, cửa cắt khía San Martín de la Arena, cửa cắt khía Mogro, cửa cắt khía Solía, cửa cắt khía Carmen, cửa cắt khía Boo, cửa cắt khía Tijero, cửa cắt khía Cubas, cửa cắt khía Ajo, cửa cắt khía Arnuero, cửa cắt khía Treto, cửa cắt khía Oriñón.
- Galicia: các cửa cắt khía Baixas như cửa cắt khía Vigo, cửa cắt khía Pontevedra, cửa cắt khía Arousa, cửa cắt khía Muros và Noia, cửa cắt khía Corcubión, Cee và cửa cắt khía Aldan; các cửa cắt khía Altas như cửa cắt khía Corunna, cửa cắt khía Ares và Betanzos, cửa cắt khía Cedeira, cửa cắt khía O Barqueiro, cửa cắt khía Ferrol, cửa cắt khía Ortigueira, cửa cắt khía Viveiro, cửa cắt khía Foz và cửa cắt khía Eo.

Châu Phi
- Kenya: cảng Kilindini là một cửa cắt khía nằm giữa đảo Mombasa và đất liền Bờ Biển Phía Nam

Châu Á
- Sanriku: ở bờ biển phía đông đảo Honshū thuộc ở phía bắc Nhật Bản.

Châu Đại Dương
- Papua New Guinea: có các cửa cắt khía hình thành từ các dòng dung nham gần Tufi thuộc mũi Nelson, tỉnh Oro.
- Úc: ở bờ biển miền đông nước Úc có một số cửa cắt khía quanh Sydney, bao gồm sông Georges, cảng Hacking và cảng Jackson.
- New Zealand: ở bờ biển phía đông đảo Bắc có nhiều cửa cắt khía với kích cỡ rất đa dạng. Ngược lại, bờ biển phía tây tuy có ít cửa cắt khía nhưng số này lại rộng lớn hơn; cảng Kaipara Harbour là cửa cắt khía lớn nhất nước. Cảnh Hokianga xa về phía bắc là một cửa cắt khía có ý nghĩa lịch sử quan trọng đối với người Māori. Marlborough Sounds ở đầu bắc của đảo Nam hình thành nên một hệ thống cửa cắt khía lớn.

Bắc Mỹ
- Mỹ: vịnh Narragansett, vịnh Chesapeake và vịnh Delaware ở bờ biển phía đông và vịnh San Francisco ở bờ biển phía tây đều là những cửa cắt khía. Tương tự, vịnh Willapa và cảng Grays ở tiểu bang Washington cũng là cửa cắt khía.

Nam Mỹ
- Argentina: ở Patagonia có cửa cắt khía Deseado thuộc tỉnh Santa Cruz, bên bờ Đại Tây Dương.